# مارشال روزنبرغ
مارشال برترام روزنبرغ (بالإنكليزية: Marshall Bertram Rosenberg)، وُلد يوم 6 أكتوبر عام 1934 وتوفي يوم 7 فبراير عام 2015، كان عالم نفس أمريكي، ووسيطًا، ومؤلفًا، ومعلمًا. طور روزنبرغ، بدءًا من ستينيات القرن العشرين، نهج التواصل اللاعنفي، وهي عملية لدعم الشراكة وفض النزاعات بين الناس، في العلاقات، وفي المجتمع. عمل روزنبرغ بصفته صانع سلام على مستوى العالم، وأسس في عام 1984 مركزًا للتواصل اللاعنفي، وهي منظمة دولية غير هادفة للربح عمل بها مديرًا للخدمات التعليمية.
طبقًا لكاتبة سيرة حياته، مارجوري سي. ويتي: «يملك روزنبرغ ملامح عنيفة، حتى عندما يبتسم أو يضحك. وكان الانطباع الكلي الذي وصلني عنه أنه مثقف وعاطفي. وله أيضًا حضور مميز».

## التعليم
درس روزنبرغ بمدرسة كولي الثانوية، بعد أن اشترى والده منزلًا في حي أرقى، وتخرج فيها في عام 1959 وحصل على المركز الأول بين زملائه.
ذكر كلايتون لافيرتي، وهو أحد جيرانه، علم النفس لأول مرة لروزنبرغ. وكتب روزنبرغ ورقةً بحثيةً في المدرسة الثانوية عن علم النفس الجنائي. «درست برنامجًا مُشرِّفًا عندما كنت طالبًا جامعيًا، وأتاح لي والد أستاذي، الذي كان يعمل مأمورًا للسجن، فرصةً لأرى ما يبدو عليه علم النفس حقًا في السجون».
عمل روزنبرغ في التحنيط لفترة، عندما كان يفكر في العمل بالطب، ليقيس مدى اهتمامه بالجسد البشري.
في عمر الثالثة عشر، بدأ روزنبرغ الدراسة في المدرسة العبرية، لكنه فُصل منها. ضُرب روزنبرغ من والده مرتين، وكان الضرب مبرحًا للغاية في إحداهما لدرجة أنه لم يتمكن من الذهاب إلى المدرسة في اليوم التالي.
كانت الكلية الأولى لروزنبرغ جامعة وين ستيت. استطاع الالتحاق بجامعة ميشيغان باستخدام المال الذي حصل عليه، وعمل نادلًا بأحد الأندية النسائية ومساعد طاهٍ  بأحد الأندية الرجالية. وقع روزنبرغ في حب إحدى الفتيات الكاثوليكيات، والتي كانت تريده أن يُغير دينه إلى دينها. تخرج روزنبرغ من الجامعة بعد ثلاث سنوات، متجاوزًا ما عاناه من معاداة السامية.
تكفلت ولاية ويسكونسن بتكاليف تدريب روزنبرغ ليصبح أخصائيًا لعلم النفس. كان روزنبرغ يوصي بكتاب كارل روجرز حرية التعلم.
«نجح ثلاثة طلاب فقط من بين الطلاب السبعة والعشرين بدفعتنا للسنة الأولى في ويسكونسن، وليس أولئك الطلاب الذين يتمتعون بالصفات التي تبحث عنها فيهم. وتمكنت من اجتياز التدريب بسبب رؤيتي لما هو أسوأ في ديترويت».
جعل الأستاذ الجامعي مايكل حكيم روزنبرغ راديكاليًا عندما أشار إلى أن علم النفس والطب النفسي كانا يشكلان خطرًا في اختلاط مجالات الأحكام العلمية والتقديرية. جعل حكيم أيضًا روزنبرغ يقرأ عن العلاج الأخلاقي التقليدي الذي كان يُنظر إلى المرضى فيه على أنهم قليلو الحظ بدلًا من اعتبارهم مرضى. تأثر روزنبرغ بكاتبين لعام 1961، وهما أسطورة المرض النفسي للطبيب النفسي توماس ساس، والمصحات النفسية لعالم النفس والاجتماع إرفنغ غوفمان. وتذكر روزنبرغ أيضًا قرائته للورقة البحثية «العلاج النفسي باعتباره عمليةً تعليميةً» لعالم النفس ألبرت باندورا.
وُزعت دورة التربية العملية لروزنبرغ على مركز ويسكونسن التشخيصي، ومدارس للصبية والفتيات المذنبين، ومستشفى مدينة ميندوتا للصحة النفسية. وفي مستشفى ميندوتا، بدأ روزنبرغ ممارسة طريقة العلاج العائلي في حضور جميع الأطراف، بما يتضمن الأطفال. وعمل روزنبرغ، بعد تخرجه، في مستشفى وينيباغو مع غوردون فيلمر بينيت لمدة عام لأداء التكليف الإلزامي للولاية التي تكفلت بتدريبه حتى التخرج.

## وصلات خارجية
- مارشال روزنبرغ على موقع ميوزك برينز (الإنجليزية)
- مارشال روزنبرغ على موقع ديسكوغز (الإنجليزية)